# New Iberia
New Iberia é uma cidade localizada no estado americano de Luisiana, na Paróquia de Iberia.

## Demografia
Segundo o censo americano de 2000, a sua população era de 32.623 habitantes.
Em 2006, foi estimada uma população de 32.981, um aumento de 358 (1.1%).

## História
New Iberia tem sua fundação datada da primavera de 1779, quando um grupo de cerca de 500 colonos (Malaguenhos) da Espanha, liderados pelo Tenente Coronel Francisco Bouligny, subiu pelo Bayou Teche e se estabeleceu ao redor do que passou a ser conhecido como Lago Espanhol.

## Geografia
De acordo com o United States Census Bureau tem uma área de
27,4 km², dos quais 27,4 km² cobertos por terra e 0,0 km² cobertos por água.

## Localidades na vizinhança
O diagrama seguinte representa as localidades num raio de 20 km ao redor de New Iberia.